# Søndagsbarn
Et barn der er født på en søndag omtales ofte som et søndagsbarn. Ifølge folketroen, så skulle et søndagsbarn være yderst begavet, venlig og vellidt.
I nogle tilfælde mener man også, at søndagsbørn besidder overnaturlige evner, som eksempelvis synskhed. Begrebet søndagsbarn har oprindeligt sit udspring i antikkens Rom, hvor der indtil kristendommens indførelse var tale om et "torsdagsbarn".